# Nuance (entreprise)
Pour les articles homonymes, voir Nuance.
The Nuance Group est une société suisse responsable de la vente d’articles hors taxes, exploitant des boutiques principalement dans les aéroports.